# Fraxinus floribunda
Fraxinus floribunda — вид квіткових рослин з родини маслинових (Oleaceae).

## Опис
Fraxinus floribunda — середнє чи велике дерево, до 25 метрів у висоту. Кора сіра. Листки супротивні, перисті, з 7–9 пилчастими листочками. Квітки білі, з пелюстками 3–4 мм завдовжки, зібрані у великі розгалужені пучки до 25 см у поперечнику. Плід — горішок, з довгим вузьким крилом 25–40 × 3–4 мм.

## Поширення
Ареал: Афганістан, Китай (Тибет), Індія (Ассам), Лаос, М'янма, Непал, Пакистан, Таїланд, В'єтнам.
Росте в густих лісах, змішаних лісах у долинах і на узбіччях доріг; на висотах від 0 до 2600 метрів.

## Використання
Fraxinus floribunda використовується як джерело ліків, їжі (манна) і деревини. Дерево висаджують як декоративне, а його деревину використовують для плугів і несущих жердин.